# 봉무공원
봉무공원은 대구광역시 동구 봉무동에 있는 공원이다.

## 개요
1992년 10월 봉무수변공원이란 이름으로 조성됐다. 어린이 놀이시설물 및 체육시설, 야영장 등을 갖추고 있으며, 공원 내에 호수인 단산지가 있다. 산책로 주변에 8,000여 본의 야생화와 야생초가 심겨져 있다.

## 사진

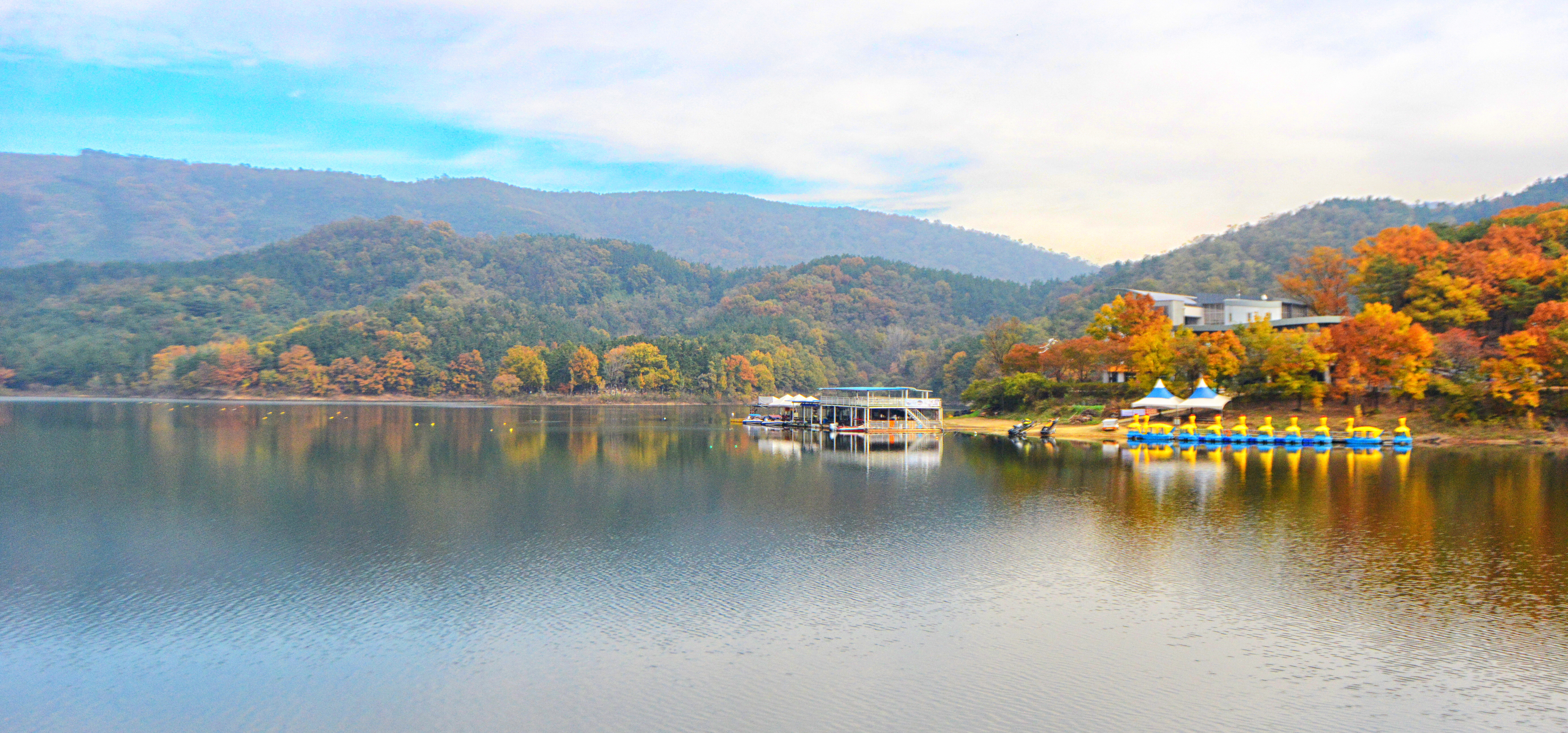
단산지 (2016년 11월)
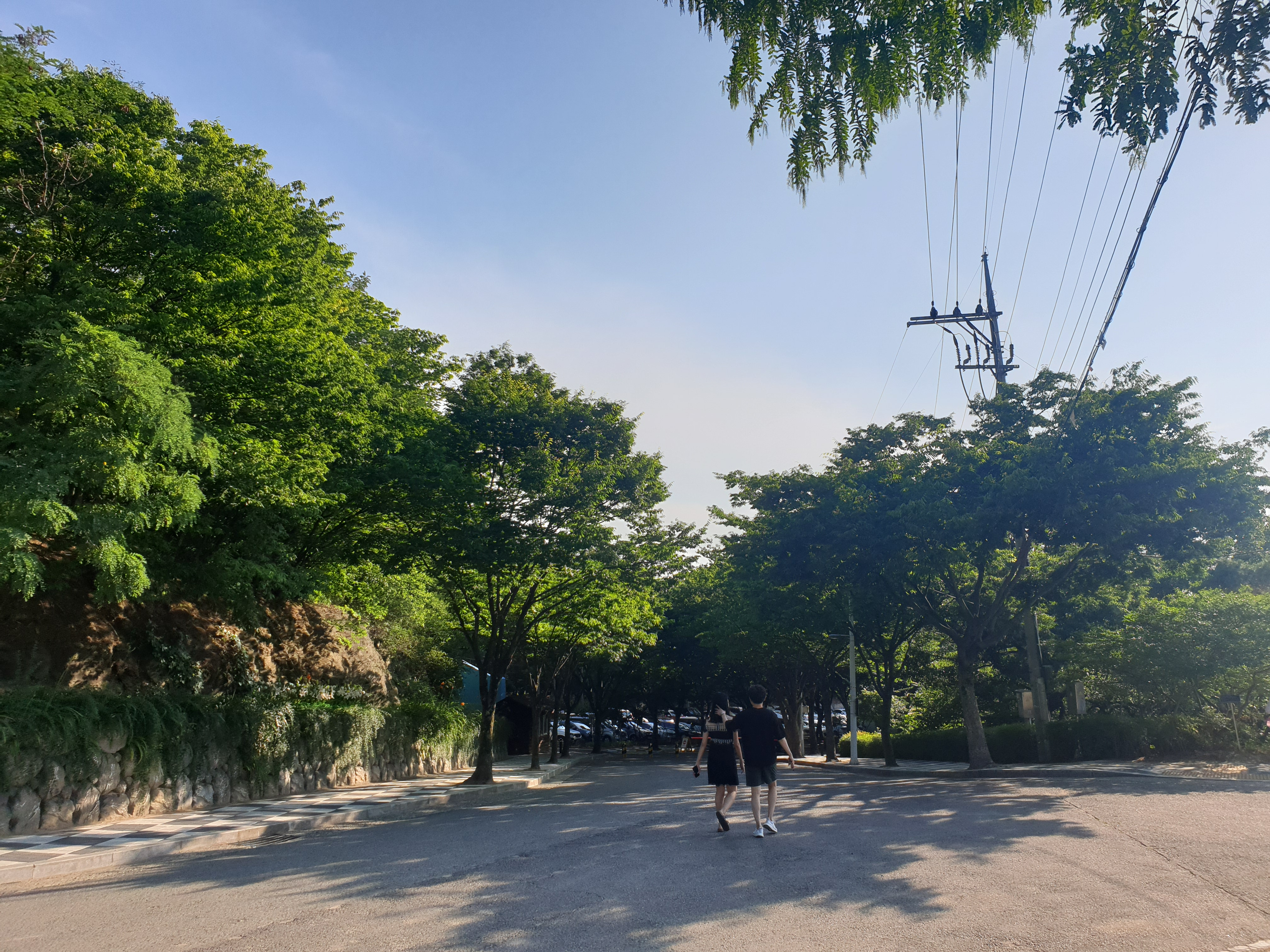
봉무공원 (2019년 6월)